# ویکتور سنتس
ویکتور سنتس (فرانسوی: Victor Sintès‎؛ زادهٔ ۸ اوت ۱۹۸۰) شمشیرباز اهل فرانسه است.